# モハメド・タキ
モハメド・タキ・アブドゥルカリム（Mohamed Taki Abdoulkarim、1936年 - 1998年11月6日）は、コモロの政治家。1996年3月25日から逝去する1998年11月6日まで、コモロの大統領を務めた。

## 生涯
タキは1936年、グランドコモロ島のムベニで、スルターンの家系に生まれた。彼はマダガスカルで、その後フランスで教育を受け、公共事業の学位を取得した。グランドコモロ島に戻ると、サイード・モハメッド・シェイクの下でアンジュアン島の公共事業を行い、アーメド・アブダラと知己となった。1970年、サイード・イブラヒム・ベン・アリの政府で開発大臣となった後は閣僚を歴任し、1971年には教育大臣、1972年にはサイード・モハメッド・ジャファルのもとで地方開発大臣、1973年にはアーメド・アブダラのもとで都市計画大臣、1975年には内務大臣となった。
アリ・ソイリによるクーデターが起こると、タキはムベニに戻り、一市民として抵抗したが、1976年4月3日にソイリの暗殺を計画したとして逮捕された。傭兵ボブ・ディナールによるクーデターが起きると、彼は解放された。1978年から1984年まではアブダラ政権下で国会議長を務めたが、その後、アブダラと対立してフランスへと亡命した。
1990年にアブダラ政権が崩壊するとコモロに戻り、コモロ国民民主連合を結成して大統領選挙に出馬したが、コモロ進歩連合の党首モハメド・ジョハルに敗れた。ジョハル政権下で、タキは1992年1月7日に首相に就任したものの、同年7月15日に解任され、以後は野党として活動した。
1995年10月にジョハル政権が崩壊し、サイード・ケマルとともに3日間のみ大統領代行を務める。1996年に大統領選挙が行われると、タキは出馬して当選し、3月25日に大統領に就任した。
政権を握ったものの、タキにもコモロの宿痾である経済問題を解決することはできず、またグランドコモロ島と他の2島との格差を埋めることもできなかった。1997年に入ると、公務員給与の未払いから各地で暴動が起こり、8月にはコモロ政府の統治能力不足に見切りをつけたアンジュアン島とモヘリ島が相次いで独立を宣言するとともに、フランスに再植民地化を嘆願する状況となった。これに対し、タキは9月に鎮圧軍を差し向けたものの、退役軍人を主力とする両島軍に敗北し、事実上両島の支配権を失った。1997年9月9日にはタキは全閣僚を解任して暫定政府を樹立し、独裁化を進めた。その後も経済や独立問題が好転しないまま、タキは1998年11月6日に心臓発作で急死した。